# Ferrocarril de vía doble

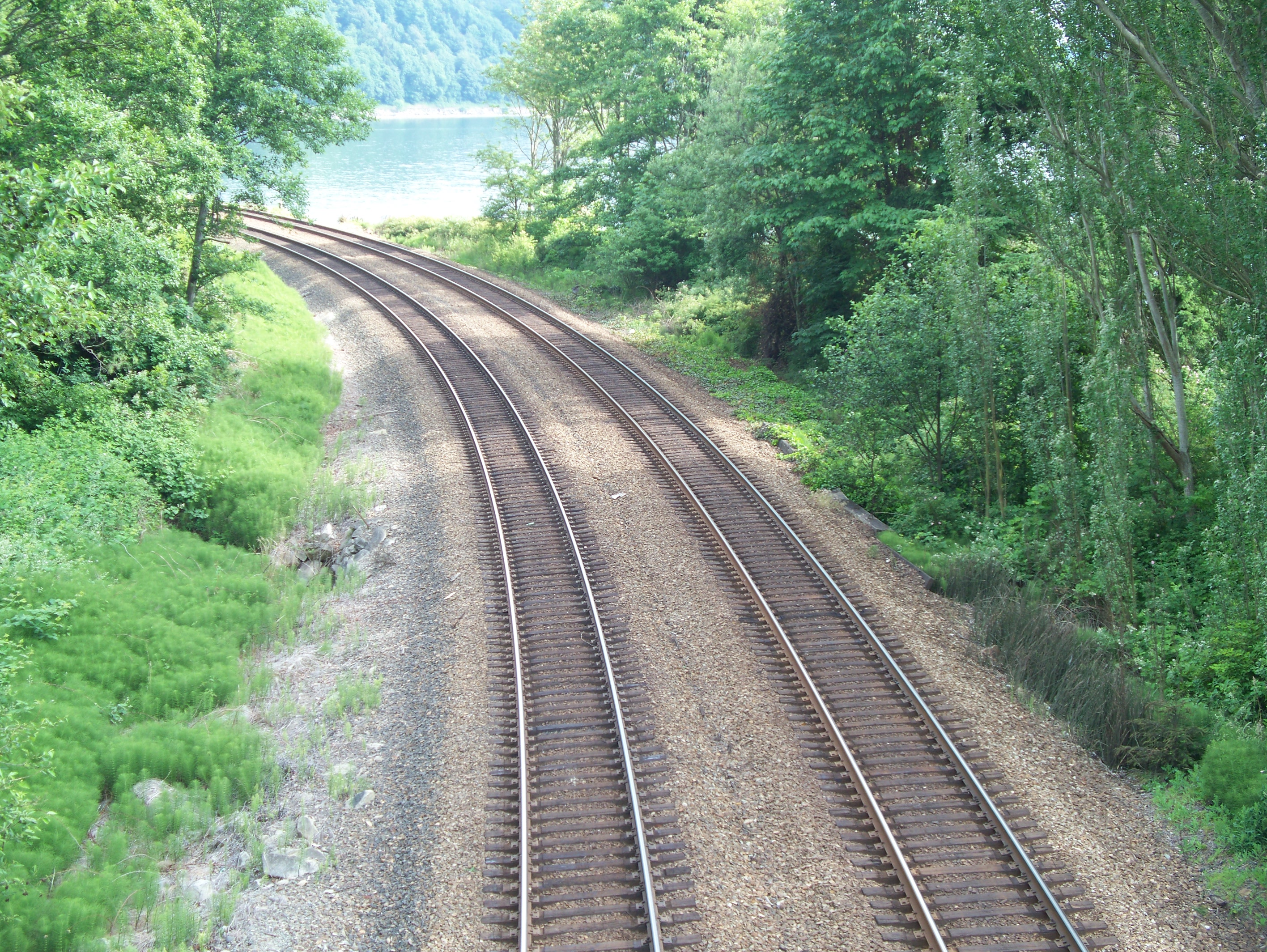
Una línea férrea de vía doble que atraviesa una zona boscosa

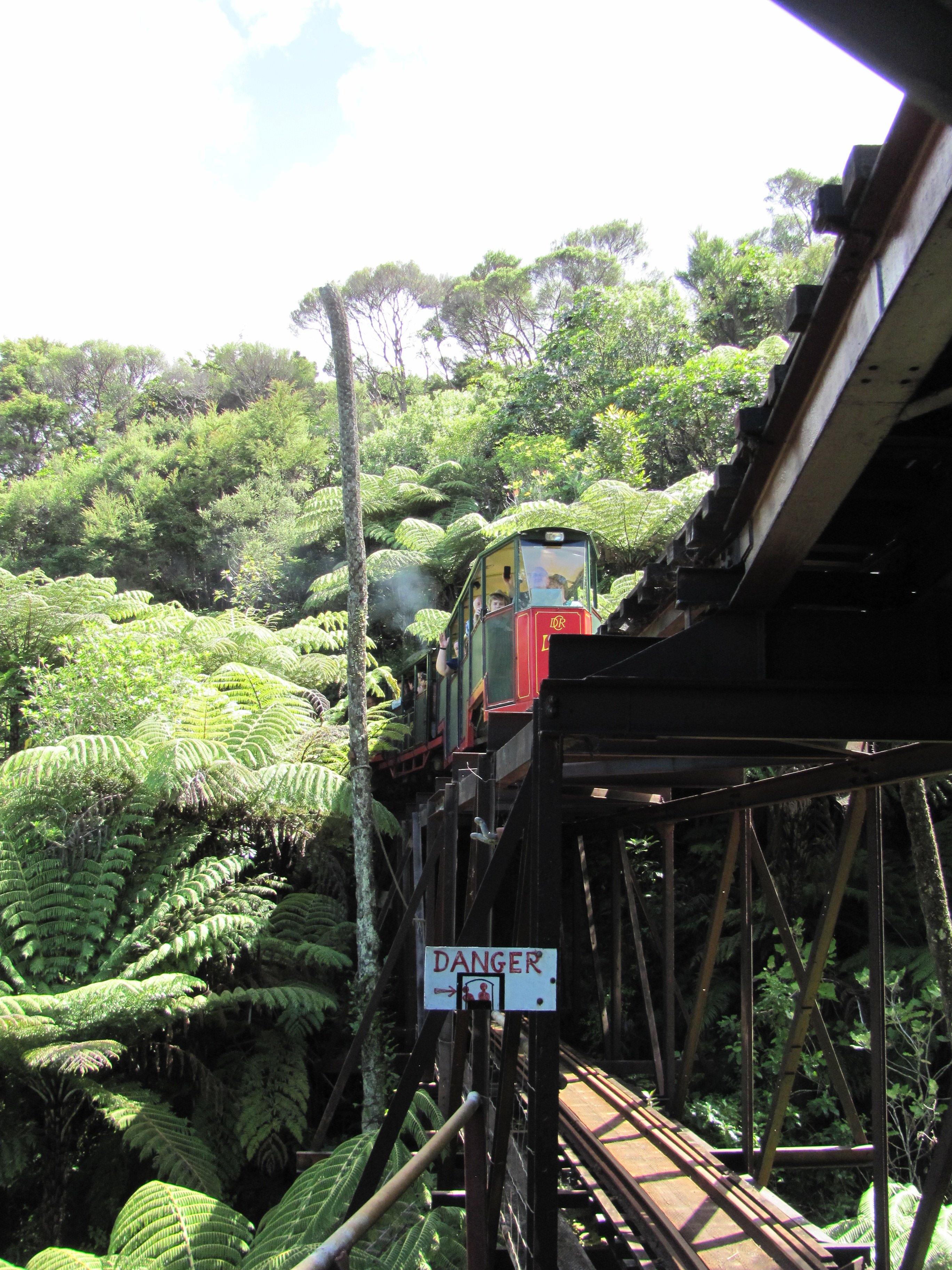
Ferrocarril de Driving Creek en Nueva Zelanda, con las dos vías superpuestas

Un ferrocarril de vía doble (o también de doble vía) se caracteriza por disponer en un mismo itinerario de dos vías, por lo general paralelas y tendidas sobre una plataforma que comparten. Habitualmente se organiza el funcionamiento de una vía en cada sentido, en contraste con un ferrocarril de vía única, en el que los dos sentidos de circulación comparten la misma vía.

## Características generales
En los primeros días de los ferrocarriles en Inglaterra, la mayoría de las líneas se construyeron en vía doble con el objeto de simplificar su explotación y a la vez de aumentar su capacidad antes de la invención de la telegrafía, que posteriormente permitiría racionalizar la explotación de los sistemas de vía única. Además, estas primeras líneas solían soportar volúmenes de tráfico superiores a la capacidad de una sola vía. Inicialmente, la Junta de Comercio, el organismo encargado en el Reino Unido de autorizar la puesta en servicio de las nuevas vías, no consideraba que ninguna línea ferroviaria de vía única estuviera completa.
En los primeros días de los ferrocarriles en los Estados Unidos, la mayoría de las líneas se construían como de vía única por razones de costo, pero esta circunstancia implicaba que para evitar el riesgo de colisiones frontales se tuvieran que utilizar sistemas con horarios de trabajo muy ineficientes. Esta situación mejoró notablemente con el desarrollo de la telegrafía y de los sistemas de gestión de tráfico ferroviario.

## Operación

### Sentido de circulación

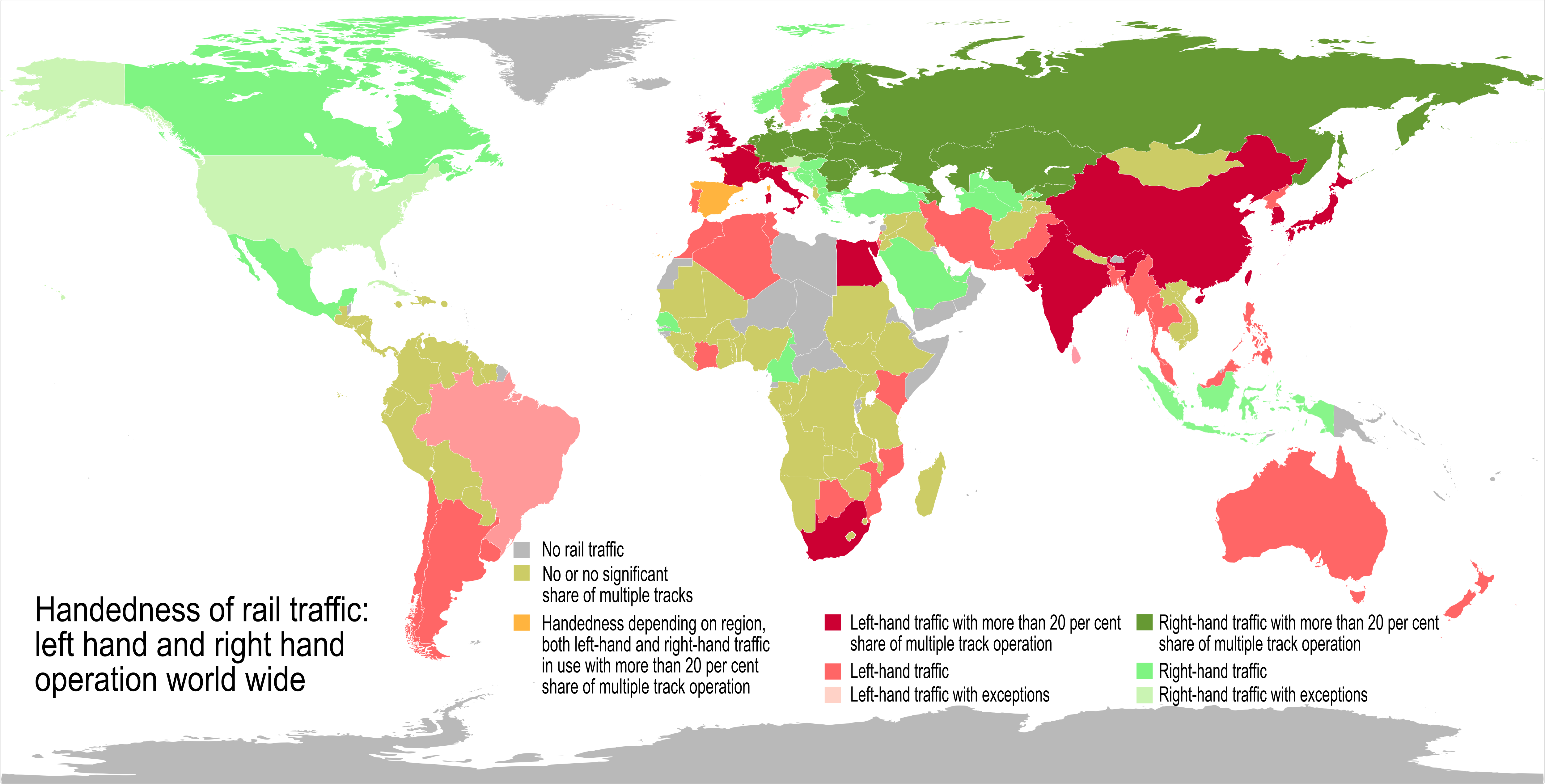
Preferencia del sentido de circulación del tráfico ferroviario en todo el mundo

Sentido de circulación en Europa: color azul por la derecha, y amarillo por la izquierda

En cada país, el tráfico ferroviario generalmente discurre por un lado determinado de una línea de doble vía, que no siempre coincide con el sentido del tráfico rodado. Así, en Bélgica, China (aparte de los sistemas de metro), Francia (aparte de las líneas clásicas de las antiguas Alsacia y Lorena alemanas), Suecia (aparte de Malmö y más al sur), Suiza e Italia, por ejemplo, los ferrocarriles circulan por el lado izquierdo, mientras que en las carreteras se circula por la derecha. Sin embargo, hay muchas excepciones: en Suiza, el Metro de Lausana y los ferrocarriles en la zona fronteriza de Alemania utilizan el lado derecho, así como todos los sistemas de tranvía. En países como Indonesia, es al revés (los ferrocarriles marchan por la derecha y en las carreteras se utiliza el lado izquierdo). En España (excepto en el norte) el sentido preferente de los trenes es el lado derecho (incluyendo todas las nuevas líneas de alta velocidad), pero se circulanda por la izquierda en gran parte de las líneas del norte del país (incluida la red de ancho métrico), y algunas líneas de alta velocidad, como la nueva Variante de Pajares, y también circulan por la izquierda en los metros de Madrid y de Bilbao.(pero no su tranvía). En Suecia, los sistemas de tranvía de Goteborg (excepto la estación de Angered y las estaciones con plataformas insulares), en Norrköping y en Estocolmo (excepto la sección Alvik - Alleparken) emplean el lado derecho.. Los ferrocarriles (y el metro) usan el lado izquierdo en general, pero en Malmö usan el derecho debido a la conexión con Dinamarca. En Ucrania, algunas secciones del Metrotram de Kiev circulan por la izquierda debido a que los tranvías tienen puertas solo en el lado derecho, lo que hace imposible usarlos en estaciones con andenes centrales. En la frontera franco-alemana (anterior a 1918), por ejemplo, se dispusieron cruces a nivel para que los trenes que se mueven por la izquierda en Francia pudieran cambiar al lado derecho como en Alemania y viceversa. En los Estados Unidos, tres líneas ferroviarias de cercanías del Metra que antes eran propiedad de la CNW cerca de Chicago funcionan con circulación por la izquierda, una rareza histórica causada por la ubicación original de los edificios de las estaciones y la direccionalidad de la demanda de viajes.
El sentido de circulación del tráfico puede afectar el diseño de las locomotoras. Para el maquinista, la visibilidad suele ser buena desde ambos lados de la cabina de conducción, por lo que la elección de en qué lado ubicar al conductor es menos importante. Por ejemplo, la locomotora francesa SNCF Clase BB 7200 estaba diseñada para usar la vía izquierda, y cuando se modificó su diseño como NS Clase 1600 para empñlearse en los Países Bajos (donde se circula por la derecha), la cabina de conducción no se rediseñó por completo, manteniendo al conductor al lado contrario del habitual. Por lo general, el principio de izquierda/derecha en un país se sigue en la mayoría de las vías dobles. En los trenes de vapor, la caldera a menudo obstaculizaba la visión del maquinista, que se ubicaba preferiblemente lo más cerca posible de un costado de la locomotora para que pudiera ver las señales mejor. En vía única, cuando dos trenes se encuentran, el tren que no se detendrá a menudo usará la vía directa en el desvío, que puede estar situada a la izquierda o a la derecha.

### Circulación bidireccional

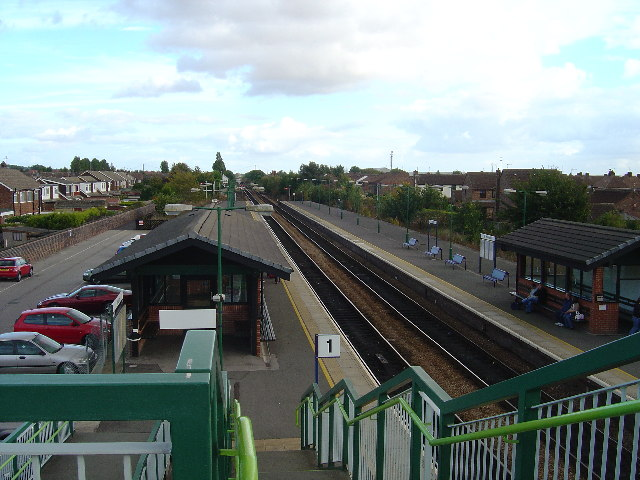
Estación de Brough, Yorkshire (Reino unido). El andén 1 es para trenes en dirección norte y este, el andén 2 es para trenes en dirección sur y oeste

Los ferrocarriles de doble vía, especialmente los más antiguos, pueden utilizar cada vía exclusivamente en una dirección. Esta disposición simplifica los sistemas de señalización, especialmente cuando la señalización es mecánica o en el caso de las señales luminosas).
Cuando las señales y los desvíos se valen del suministro de una red de energía para su accionamiento, puede merecer la pena señalizar cada vía en ambos sentidos, de modo que la vía doble se convierta en un par de vías únicas. Esta disposición permite que los trenes usen indistintamente cualquiera de las dos vías cuando la otra vía está fuera de servicio debido a trabajos de mantenimiento, a un fallo de un tren, o para que un tren rápido rebase a un tren lento.

### Vía de apartado
La mayoría de las vías de apartado no se consideran vías dobles, aunque constan de varias vías. Si la vía de apartado es lo suficientemente larga como para contener varios trenes y para permitir que los trenes que circulan en sentidos opuestos se crucen sin disminuir la velocidad o detenerse, entonces pueden considerarse como un tramo de doble vía. Un término más moderno para un diseño de este tipo es una vía de apartado extendida.

### Entreejes
La distancia entre los centros de las vías condiciona el rendimiento y el coste de una línea de doble vía. Técnicamente puede ser lo más estrecha y económica posible, pero al disponerse las dos vías muy próximas entre sí el mantenimiento debe realizarse desde los laterales externos de la plataforma. Las señales necesarias para la explotación bidireccional no se pueden montar entre las vías, por lo que deben instalarse en el exterior de la plataforma (el lado de la línea más alejado del puesto del maquinista) o bien en pórticos, que son caros. Para vías de ancho estándar, la distancia puede ser de 4 metros (13,1 pies) o menos. La distancia entre vías suele ser más ancho en las líneas de alta velocidad, ya que las ondas de presión chocan entre sí cuando se cruzan dos trenes a velocidades elevadas. También suele ser más ancha en curvas pronunciadas, y la longitud y el ancho del material rodante está vinculado con el radio mínimo de la línea del ferrocarril.
Aumentar el ancho entre los centros de las vías a 6 metros (19,7 pies) o más hace que sea mucho más fácil montar señales y estructuras de cableado aéreo. Los entreejes muy amplios en los puentes principales pueden tener valor militar, y también hacen que sea más difícil para los barcos y barcazas descontrolados derribar ambos puentes en el mismo accidente.
Las dos vías de algunas líneas ferroviarias en áreas desérticas afectadas por dunas de arena, a veces se construyen con trazados sensiblemente distintos, de modo que si una de las vías queda cubierta por arena, la otra puede seguir en servicio.
Si se modifica la posición del centro de una vía general, puede llevar mucho tiempo realinear el resto de las vías con las que se conecta.

### Accidentes
En las líneas británicas, el espacio entre los dos rieles de una sola vía férrea se denomina "cuatro pies" (debido a que tiene un ancho de "cuatro pies y algo"), mientras que el espacio entre los dos carriles más próximos de dos vías distintas se denomina "seis pies". No es seguro situarse en el espacio entre dos vías cuando pasan trenes en ambas líneas, como sucedió en el accidente de Bere Ferrers de 1917.
- La escasa distancia entre vías adoptada inicialmente en el Ferrocarril de Liverpool y Mánchester contribuyó a un accidente fatal el día de la inauguración.
- Un científico naval estadounidense y pionero de los submarinos, el capitán Jacques, murió al bajarse por el lado equivocado de un tren en la Estación de Hadley Wood (cerca de Londres) en 1916.[7]
- Igualmente, la reducida separación entre las vías contribuye a un tipo de accidentes propios de los pasos a nivel, causados por un "segundo tren en camino", ya que es más difícil verlo acercándose. Este es el caso del accidente sucedido en 2005 en la Estación de Elsenham (Essex, Reino Unido), en el que dos adolescentes resultaron mortalmente arrollados por un tren cuando atravesaban un paso entre andenes peatonal situado en un tramo en curva, posiblemente al confundir la señal sonora de aviso de un tren que acababa de llegar con la del tren que se estaba acercando en sentido contrario.

### Vía única temporalmente
Cuando una de las vías de un ferrocarril de doble vía está fuera de servicio por mantenimiento o porque un tren se avería, todos los trenes pueden concentrarse temporalmente en la única vía utilizable. Puede haber señalización bidireccional y cruces adecuados para permitir que los trenes pasen rápidamente a la otra vía (como en el Eurotúnel), o puede haber algún sistema de seguridad manual para controlar los trenes en la sección provisionalmente de vía única (véase trabajos con vía única.
Esta situación puede causar accidentes si el sistema de circulación en vía única asociado con la realización de los trabajos en la plataforma no se implanta correctamente, como sucedió en:
- Accidente ferroviario de Brühl, sucedido en Alemania en el año 2000.
- Accidente ferroviario de Zoufftgen, sucedido en Francia en el año 2006.

## Trenes de ancho excepcional
De forma ocasional se solicita a los ferrocarriles que transporten cargas excepcionales, como enormes transformadores eléctricos que son demasiado altos, demasiado anchos o demasiado pesados para poder circular normalmente. Se deben tomar cuidadosamente medidas especiales para planificar de forma segura la circulación de trenes de gálibo excepcional. En algunos casos, es posible que sea necesario cerrar la vía adyacente de una plataforma doble para evitar colisiones al cruzarse con otros trenes.

## Vías de adelantamiento
Son un tipo de vías de apartado, pero son tan largas que permiten que los trenes que se aproximan entre sí desde direcciones opuestas en líneas de vía única se crucen (o uno rebase al otro) sin reducir la velocidad. Para que una vía de adelantamiento funcione de manera segura y efectiva, los trenes deben programarse para que lleguen y entren en la sección de doble vía con diferencias de tiempo muy ajustadas. De lo contrario, alguno de los trenes deberá reducir su velocidad o incluso detenerse por completo para permitir que pase el tren que se aproxima. Este tipo de vías es adecuado para líneas con tráfico ligero a moderado.
Un ejemplo de dónde se han instalado carriles de adelantamiento para mejorar los tiempos de viaje y aumentar la capacidad de la línea es la sección de 160 kilómetros (99,4 mi) de la Línea Principal del Ferrocarril del Sur en Australia, situado entre las estaciones de Junee y Albury. En el trayecto se construyó una línea de vía única en sucesivas etapas entre 1878 y 1881, y se duplicó parcialmente entre 2005 y 2010 mediante la construcción de cuatro vías de adelantamiento cada una de 6 kilómetros (3,7 mi) de largo, para lo que se enlazaron varias vías de apartado preexistentes próximas entre sí de 900 metros (2952,8 pies) o de 1500 metros (4921,3 pies) de longitud.

## Construcción

### Duplicación
El proceso de ampliar una vía simple a doble vía se denomina duplicación', a menos que la ampliación sea para restaurar lo que antes era doble vía, en cuyo caso se denomina reduplicación.
La evidencia más sólida de que una línea se construyó como una vía única y se duplicó en una fecha posterior suele constatarse en estructuras importantes, como puentes y túneles, que suelen aparecer en pares de elementos homólogos más o menos paralelos. Un ejemplo son los túneles gemelos de Slade en la Línea del ramal de Ilfracombe en el Reino Unido. Las estructuras emparejadas pueden ser idénticas en apariencia, o como algunos túneles entre Adelaida y Belair en Australia Meridional, sustancialmente diferentes en apariencia, al haber sido construidas para diferentes gálibos.

#### Duplicación de túneles
Los túneles son espacios confinados, difíciles de duplicar mientras los trenes siguen circulando. Generalmente se duplican construyendo un segundo túnel, aunque una excepción es el túnel de Hoosac (situado cerca de North Adams (Massachusetts)), que se duplicó ampliando la galería original.

#### Previsión de duplicación

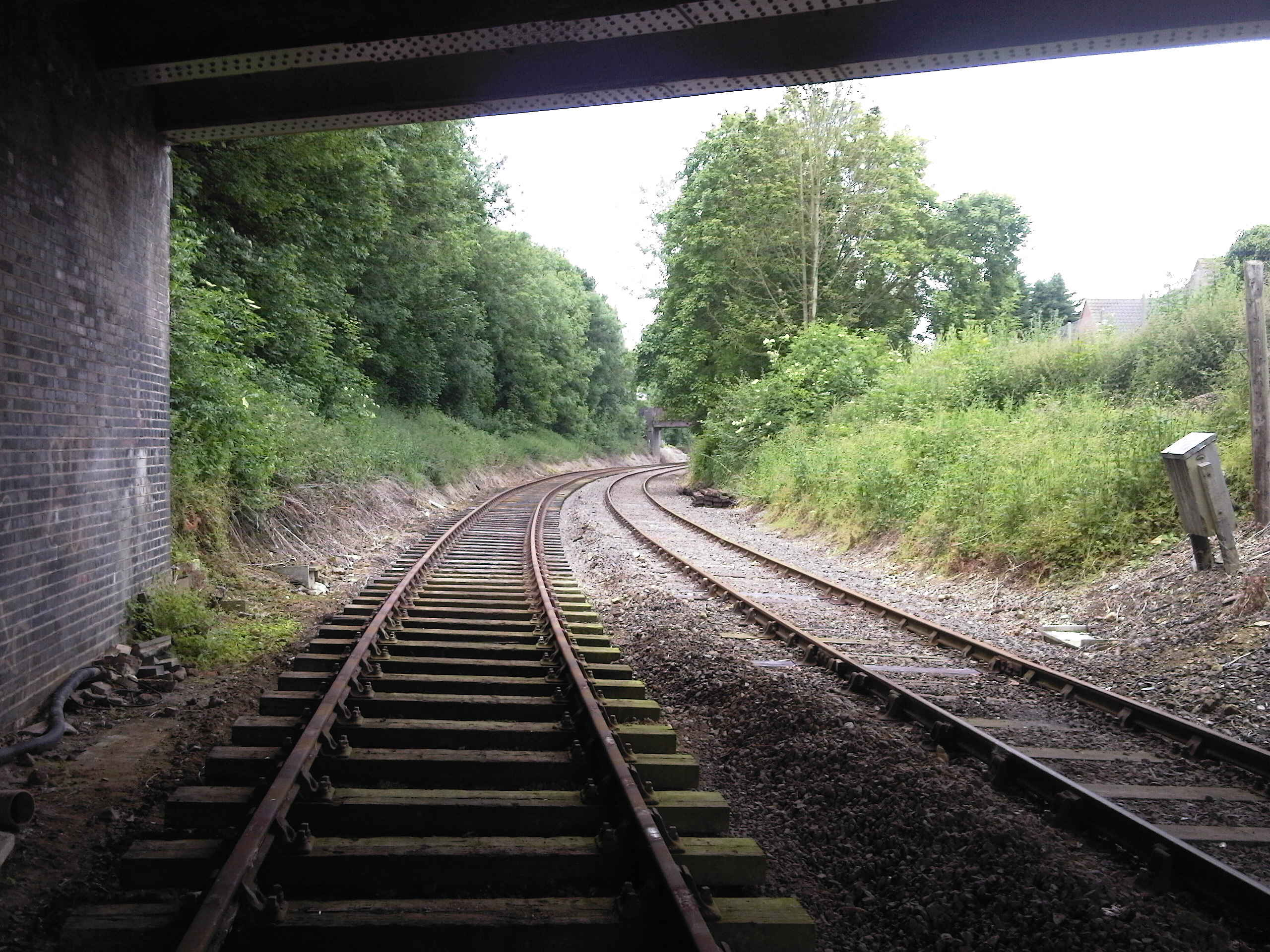
Sección de doble vía parcialmente restaurada al sur de la estación de Wymondham Abbey, Norfolk, Reino Unido, en el Ferrocarril Mid-Norfolk

Para reducir los costos iniciales de una línea que seguramente tendrá mucho tráfico en el futuro, se puede construir una línea de vía única pero con movimiento de tierras y estructuras diseñados para poder realizar una duplicación inmediata. Un ejemplo es la línea desde Strathfield a Hamilton en Nueva Gales del Sur, que se construyó principalmente como vía única en la década de 1880, con una duplicación completada alrededor de 1910. Todos los puentes, túneles, estaciones y movimientos de tierra se construyeron para vía doble. Las estaciones con andenes situados a 11' del centro tuvieron que ser modificadas posteriormente a 12', excepto Gosford.
La antigua línea del Ferrocarril de Baltimore y Ohio (B&O) entre Baltimore y Jersey City, ahora propiedad de CSX Transportation y Conrail, es un ejemplo de una línea duplicada que se redujo a una vía única en la mayoría de las ubicaciones, pero que desde entonces se ha vuelto a duplicar en muchos lugares entre Baltimore y Filadelfia cuando CSX aumentó los horarios de carga a finales de la década de 1990.
Otros ejemplos son:
- El viaducto de Smardale Gill.
- El puente de Menangle era de vía única (1863), pero se construyó para vía doble (década de 1890). Se colocó una segunda vía temporalmente para permitir realizar la prueba de carga con las dos vías a la vez.[8]
- El ramal a Ronkonkoma del Ferrocarril de Long Island era originalmente de vía única en la mayor parte de su longitud, pero se compró el terreno necesario para instalar una vía doble como parte de un proyecto para electrificar parte de la línea en la década de 1980.[9] En el resto del tramo se colocó doble vía en 2018.[10]

#### Previsión de duplicación nunca utilizada
Algunas líneas se construyen como vía única con posibilidad de duplicación, pero la duplicación nunca se lleva a cabo, como en el caso de los siguientes ejemplos:
- Ferrocarril de Swanage
- Ferrocarril de Bluebell de Horsted Keynes a Culver Junction (Lewes).
- Ferrocarril de Keighley y Worth, con un puente, túneles y una derivación.
- Línea del ramal de Westerham en Kent.
- Ferrocarril Mid-Wales (partes).
- Ferrocarril de Neath y Brecon
- Túnel de Monkerei en Nueva Gales del Sur: el tamaño de galería para vía doble reduce el problema de los humos en el túnel.
- El túnel del Gólgota cerca de Eythorne en el Ferrocarril Ligero del Este de Kent solo se excavó parcialmente para la segunda vía.
- Ferrocarril Skitube Alpine: se construyó el túnel disponiendo de la anchura necesaria para alojar una vía de apartado pasante de 300 metros de longitud en su interior.
- Línea del Este y Línea del Alentejo en Portugal. Los terraplenes de todos los puentes se construyeron en doble vía, pero la segunda vía nunca se instaló.
- Línea de la Costa Oeste (Suecia). La línea a través de Varberg es de vía única, pero está preparada con puentes para vía doble. La administración nacional de transporte (y su predecesora) ha planeado desde 1980 construir la vía doble, pero no pudo debido a las reglas de ruido que se aplican a las reconstrucciones. Un nuevo túnel con una estación se consideró una alternativa demasiado cara, pero posteriormente se ha reconsiderado esta idea.[11]

### Reconversión a vía única

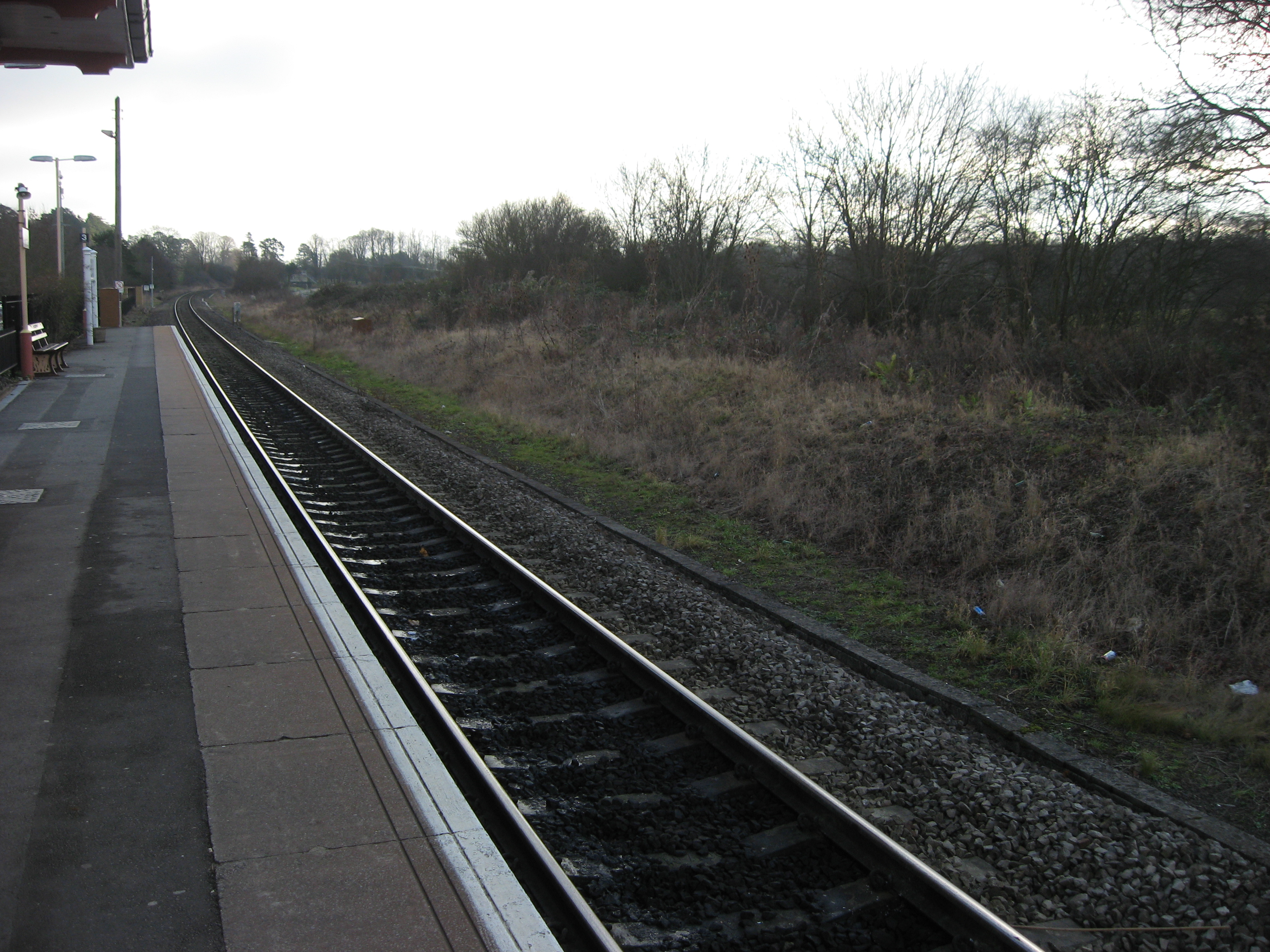
Vía doble después de su reconversión a vía única, vista en la estación de tren de Charlbury, Oxfordshire, Reino Unido, antes de que la línea se duplicara de nuevo en 2011

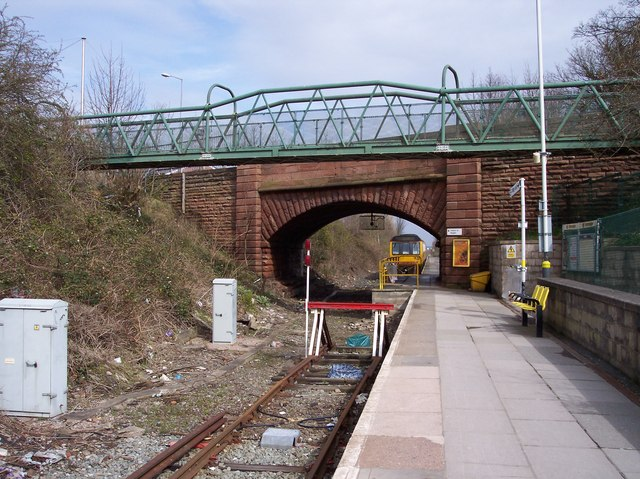
Estación de intercambio de Kirkby en vía única, antigua vía doble

Cuando la capacidad de un ferrocarril de doble vía supera los requisitos, las dos vías pueden quedarse en una sola, a fin de reducir los costos de mantenimiento. En inglés esta operación se denomina singling, que podría traducirse literalmente como desemparejar. Ejemplos notables de esta situación se han producido en el Reino Unido durante las décadas de 1970 y 1980 en las líneas principales Oxford-Worcester-Hereford, Princes Risborough-Banbury y Salisbury-Exeter. En todos estos casos, los aumentos de tráfico desde finales de la década de 1990 han llevado al restablecimiento parcial de la doble vía. En Nueva Zelanda, la Línea de Melling se "desemparejó" en 1958, después de convertirse en un ramal tras dejar de formar parte de la Línea Principal de Hutt Valley.
En Nueva Gales del Sur, Australia, la Línea Principal del Ferrocarril del Oeste entre Wallerawang y Tarana y entre Gresham y Newbridge, se dejó en vía única en la década de 1990. Se abrió una nueva vía de adelantamiento en parte de la vía cerrada en Rydal de la sección Wallerawang-Tarana durante 2019.

### Separación de túneles
Un túnel de vía doble con espacio libre restringido a veces se unifica para formar un túnel de vía única con espacios libres más amplios, como el túnel de Connaught en Canadá o el túnel de Tickhole en Nueva Gales del Sur, Australia. En el caso del túnel de Tickhole, se construyó un nuevo túnel de vía única y las dos vías del túnel original fueron reemplazadas por una sola vía centrada en el túnel. Otro caso en el que esto fue necesario fue el de la Línea de Hastings en el Reino Unido, donde los túneles finalmente se pasaron de vía doble a vía única para permitir el paso de material rodante con gálibo estándar. Antes de tomarse esta decisión se tuvo que utilizar material rodante de menores dimensiones especialmente construido para la línea.
Como parte del proyecto de Ferrocarril Regional Rápido planteado en Victoria (Australia), la línea férrea entre Kyneton y Bendigo se convirtió de vía doble a vía única para obtener espacio adicional a través de túneles y debajo de la mayoría de los puentes para los trenes que alcanzan hasta 160 km/h (99 mph).
Se puede seguir un proceso similar en puentes de tablero estrecho (como el viaducto de Boyne, un puente situado justo al norte de la Estación de Drogheda en Irlanda).
En Australia, el puente sobre el río Murray entre Albury y Wodonga es de doble vía, pero debido a la resistencia insuficiente de estructura solo se permite el paso de un tren a la vez.

#### Conversión de túneles de vía doble a vía sencilla
- Túnel de Hoosac, en los Ferrocarriles Pan Am, Massachusetts, EE. UU.[13]
- Modificación de la antigua Línea Principal del B&O en Maryland, EE. UU. Toda la subdivisión, con una longitud de 58 millas (93,3 km), se convirtió a vía única para disponer de gálibos verticales más amplios en los 9 túneles de la línea.[14]
- Túnel de Whitehall del B&O en Pensilvania, EE. UU.

### Duplicaciones de vía en tiempo de guerra
Algunas líneas de ferrocarriles especialmente transitadas en tiempos de guerra fueron objeto de duplicación por motivos estratégicos, especialmente en la Primera Guerra Mundial, y en ocasiones volvieron a tener una sola vía cuando terminó el conflicto, y ya no se requería disponer de capacidad adicional. Por ejemplo, durante campaña de Flandes se duplicó entre otras la línea férrea entre Hazebrouck e Ypres.

## Vía triple

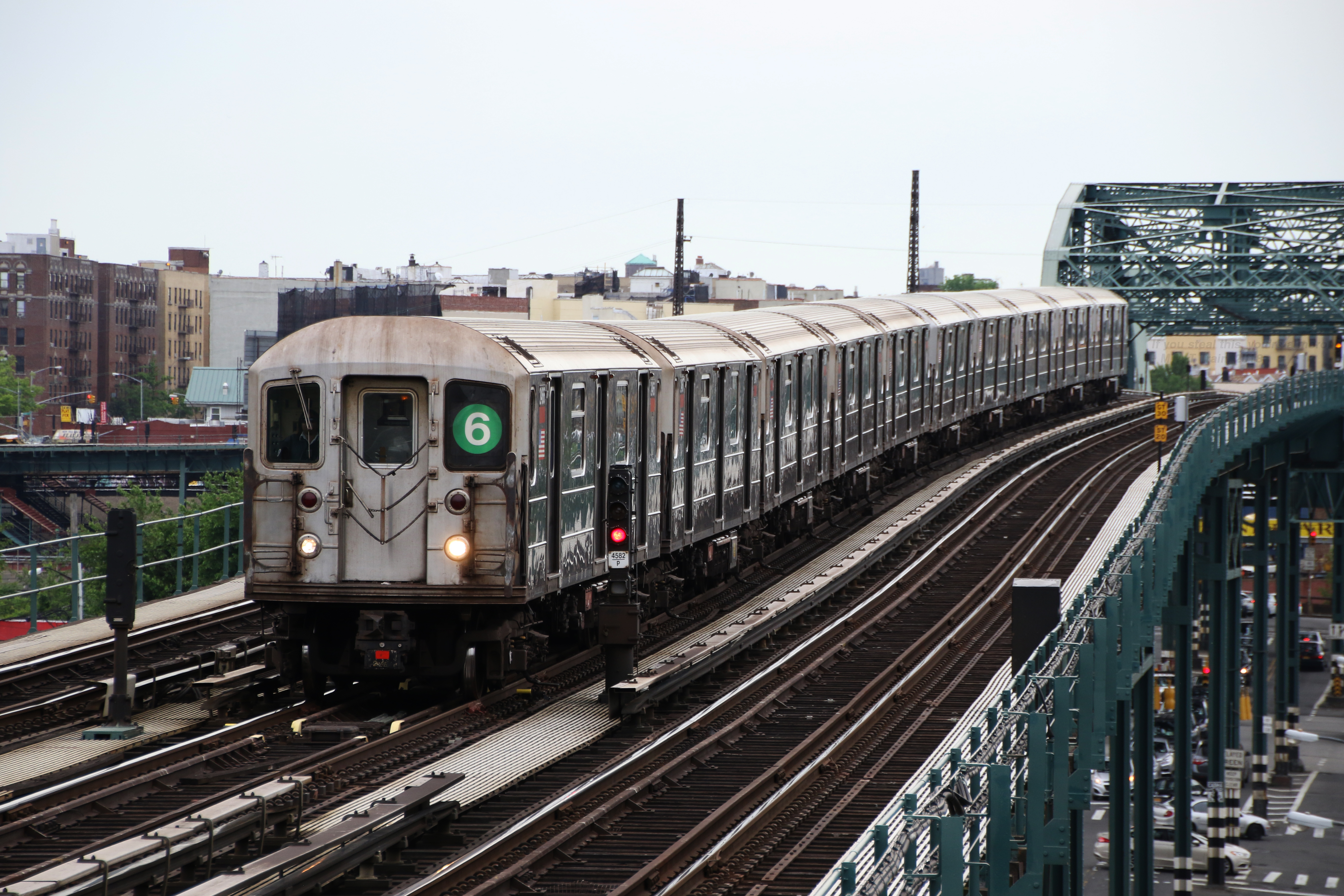
Un tren expreso 6 de la Línea Pelham, una línea de tres vías del Metro de Nueva York

Las rampas pronunciadas pueden provocar que el avance en dirección ascendente sea considerablemente más lento que el avance en dirección descendente. Para evitar la merma de capacidad de la línea que provocaba esta circunstancia, en Nueva Gales del Sur se abrió un tramo de tercera vía entre Whittingham y Branxton en 2011 y de Branxton a Maitland en 2012, lo que permitió optimizar el tráfico de los trenes pesados cargados de carbón. La vía triple puede considerarse una solución de compromiso entre la vía doble y la vía cuádruple; dicho sistema se propuso al sur de Estación Central de Estocolmo, pero se canceló a favor del Citybanan.
En Melbourne y Brisbane varias líneas de vía doble disponen de una tercera vía señalizada en ambos sentidos, por lo que hay dos vías disponibles en el sentido más cargado durante las horas punta.
La vía triple también se usa en algunas partes del Metro de Nueva York para añadir servicios complementarios en las horas punta. La vía central, que sirve a los trenes expresos, está señalizada en ambas direcciones para permitir el uso de dos vías en la dirección con mayor número de circulaciones durante las horas punta; mientras que las vías exteriores utilizan circulación bidireccional y sirven a los trenes locales exclusivamente en una dirección. Durante las interrupciones del servicio en una de las dos vías exteriores, los trenes también pueden evitar las secciones afectadas circulando por la vía central.
La línea principal del Ferrocarril Union Pacific a través de Nebraska tiene un tramo de 108 millas (173,8 km) de vía triple entre North Platte NE y Gibbon Junction NE, debido a una alta densidad de tráfico de 150 trenes por día.
Partes de la línea principal del Canadian National Railway en el Área metropolitana de Toronto y en el Sur de Ontario son de vía triple para facilitar la alta densidad de tráfico de los servicios de carga, los trenes intercity de pasajeros y los trenes suburbanos que comparten las mismas líneas.
India, a través de su empresa estatal Indian Railways, ha iniciado la construcción de una tercera vía entre Jhansi y Nagpur a través de Bhopal (aproximadamente 590 kilómetros (366,6 mi)) para reducir la carga de tráfico y los retrasos de los trenes de pasajeros. La construcción entre Bina y Bhopal y hasta Itarsi y Budhni se completó en abril de 2020.

## Dos vías de distinto ancho
El ferrocarril de Melbourne a Albury originalmente consistía en líneas separadas de vía única de ancho 1600 mm (5' 3") y 1435 mm (4' 81/2"), pero cuando disminuyó el tráfico en la línea de vía ancha, esta se modificó para transformar ambas líneas en una vía doble de ancho estándar.

## Vía cuádruple
La vía cuádruple consta de cuatro vías paralelas. En una línea de cuatro vías, los trenes más rápidos pueden adelantar a los más lentos. La vía cuádruple se usa principalmente cuando hay trenes "locales" que paran con frecuencia (o trenes de carga lentos), y también trenes "express" interurbanos o de alta velocidad más rápidos. También se puede utilizar en los servicios de trenes de cercanías o del metro. El diseño puede variar, a menudo con las dos vías exteriores que transportan los trenes locales que se detienen en cada estación, por lo que se puede llegar a los andenes situados a ambos costados de las estaciones sin necesidad de escaleras. Esta disposición se puede invertir, con los trenes expresos en el exterior y locales en el interior, por ejemplo, si se desean taquillas con personal, lo que permite que una sola persona controle ambas direcciones. En otros lugares, dos vías en una mitad del ferrocarril llevan trenes locales y la otra mitad trenes más rápidos. En las estaciones de tren de cercanías, los trenes expresos pueden pasar por la estación a toda velocidad. Por ejemplo, en el Ferrocarril Núremberg-Bamberg, que es de vía cuádruple durante la mayor parte de su recorrido, el S-Bahn de Núremberg utiliza las dos vías interiores, mientras que las vías exteriores se utilizan para los trenes expresos regionales y los InterCityExpress. La sección en el norte de Fürth, donde la línea es "solo" de doble vía, crea un cuello de botella importante. En la estación de Berlín Stadtbahn, las dos vías del norte son del S-Bahn local y las otras dos son utilizadas por los trenes más rápidos.
El ejemplo más notable de vía cuádruple en los Estados Unidos, y quizás la única sección de vía principal de cuatro vías, fue el corredor principal del Ferrocarril de Pensilvania a través del corazón de Pensilvania, alrededor de la famosa curva de herradura. Esta línea ahora es propiedad de Norfolk Southern. Otros ejemplos incluyen las líneas del Hudson y de New Haven, ambas compartidas entre el Ferrocarril Metro–North y Amtrak en Nueva York y Connecticut. La línea de New Haven es de vía cuádruple en toda su longitud, mientras que la línea del Hudson solo tiene vía cuádruple en la parte compartida de Riverdale a Croton-Harmon y en la vía compartida desde la Gran Terminal Central hasta la calle Yankees–East 153rd Street. El Corredor Noreste de Amtrak tiene vía cuádruple en la mayoría de las partes al sur de New Haven, pero también tiene algunos tramos de triple vía. El Metra Electric District tiene vías cuádruples en la mayor parte de la línea principal al norte de la Estación de Kensington/115th Street, con trenes locales que circulan en las dos vías centrales y trenes expresos en las dos vías exteriores.
Fuera de los Estados Unidos, la Línea Principal Chūō, que conecta Tokyo y Nagoya en Japón, es un ejemplo de un ferrocarril de vía cuádruple urbano moderno y muy utilizado.
La vía cuádruple también se utiliza en sistemas de transporte urbano, como el Metro de Nueva York, el Metro de Chicago en la Línea Principal del Lado Norte y la Línea de la Calle Broad en Filadelfia dependiente de la Autoridad de Transporte del Sureste de Pensilvania (todos en los Estados Unidos), y en el Metro de Londres en el Reino Unido.

## Otros tipos

### Vía doble no paralela
Las dos vías de un ferrocarril de doble vía no tienen por qué seguir el mismo trazado si el terreno es difícil. En Frampton, Nueva Gales del Sur, la vía ascendente sigue una especie de curva de herradura con una pendiente de 1 por 75, mientras que la vía cuesta abajo más corta sigue la vía única original con una pendiente de 1 en 40.
No se pudo adoptar una solución similar a la de Frampton entre Rydal y Sodwalls (en la Línea Principal del Ferrocarril del Oeste), porque la vía cuesta arriba de 1 en 75 está en el lado equivocado de la vía cuesta abajo de 1 en 40, por lo que ambas vías siguen la pendiente de 1 en 75. Otro ejemplo similar se localiza en Gunning.
Entre Junee y Marinna, también en Nueva Gales del Sur, las dos vías están a diferentes niveles, con la vía original en dirección sur y cuesta abajo siguiendo el perfil del terreno con una pendiente pronunciada, mientras que la vía más nueva en dirección norte y cuesta arriba tiene una pendiente más suave a costa de realizar mayores movimientos de tierras.
En Bethungra Spiral, Australia, la vía cuesta abajo sigue la alineación corta y empinada original, mientras que la vía cuesta arriba sigue una alineación más larga y con una pendiente más reducida que incluye un trazado en espiral.
En Saunderton, Inglaterra, lo que se convirtió en la línea principal de Londres a Birmingham del Great Western Railway en 1909, fue inicialmente parte de un ramal de vía única hacia Maidenhead. Los trenes de bajada siguen la ruta del antiguo ramal, mientras que los trenes de subida siguen una nueva construcción con una pendiente más suave a través de un túnel. Esta solución evitó el coste de un nuevo túnel de doble vía.

### Funcionamiento unidireccional
El funcionamiento direccional consiste en dos líneas separadas que se combinan operativamente para actuar como una línea de doble vía al adaptarse cada una de las dos vías al tráfico unidireccional. Un ejemplo se localiza en el centro de Nevada, donde el Western Pacific y el Southern Pacific, antiguas compañías rivales que construyeron y operaron vías únicas independientes entre el norte de California y Utah, acordaron compartir sus líneas entre los puntos de encuentro cerca de Winnemucca y Wells, a una distancia de aproximadamente 180 millas (289,7 km). Los trenes en dirección oeste de ambas compañías usaban la Ruta Overland del Southern Pacific, y los trenes en dirección este usaban la ruta del río Feather del Western Pacific (ahora conocido como Corredor Central). Las conexiones entre ambas líneas se construyeron donde ambas vías estaban más próximas, para facilitar movimientos de retorno intermedios. Estas conexiones eran necesarias ya que, si bien durante la mayor parte del recorrido las vías se extienden a ambos lados del río Humboldt, en algunos puntos las dos vías están separadas por varias millas y solo se puede acceder a algunos destinos y ramales desde una de las dos líneas. Existe un cruce a distinto nivel entre las dos líneas en el área de vías compartidas cerca de Palisade (Nevada), lo que da como resultado que los trenes sigan un sentido de la circulación en la mitad este del área de vías compartidas, pero que sigan el sentido contrario en la mitad oeste. El ferrocarril Union Pacific, que adquirió las dos vías, continúa operándolas como líneas separadas utilizando el funcionamiento direccional. Amtrak también opera el California Zephyr en esta ruta.
Existe un ejemplo similar en el cañón Fraser (en la Columbia Británica), donde el Canadian National Railway y el Canadian Pacific Railway poseen cada uno una línea de vía única, a menudo a ambos lados del río. Las empresas tienen un acuerdo conjunto mediante el que comparten recursos y operan el cañón como una línea de doble vía entre los puntos de encuentro cerca de Mission y Ashcroft.
En otros casos, cuando las dos líneas discurren muy cerca, las dos empresas pueden compartir instalaciones. En Conshohocken, los antiguos Ferrocarriles de Reading y de Pensilvania compartían incluso los soportes de la catenaria en un tramo de 2 millas (3,2 km) en la orilla norte del río Schuylkill. Ambas líneas finalmente pasaron a ser propiedad de Conrail en 1976, y la antigua línea del Pensilvania se abandonó y ahora se usa como sendero para caminar y andar en bicicleta.
Un ejemplo inusual se localizaba en la isla de Wight, donde hasta 1926 existían vías paralelas entre Smallbrook Junction y St John's Road. El Ferrocarril del Sur habilitó la doble circulación unidireccional, pero solo se utilizaba durante los meses de verano con mucho tráfico. Durante el invierno, las líneas volvían a ser líneas separadas de vía única.

## Combinación de vía doble y sencilla
Debido a que las vías dobles y simples pueden usar diferentes sistemas de señalización, puede ser incómodo y confuso alternar tramos en vía doble y tramos en vía única con demasiada frecuencia. Por ejemplo, las cajas de señales mecánicas intermedias en una línea de doble vía se pueden cancelar durante períodos de tráfico ligero, pero esto no se puede hacer si existe un tramo de vía única intermedio. Este problema es menos grave cuando se dispone de un sistema de Control de Tráfico Centralizado.